# Montevideo
Montevideo (phát âm tiếng Tây Ban Nha: [monteβiˈðe.o]) là thủ đô và thành phố lớn nhất của Uruguay. Theo thống kê 2011, địa giới thành phố (city proper) có dân số 1.319.108 (khoảng 1/3 tổng dân số toàn quốc) trong phạm vi 201 kilômét vuông (78 dặm vuông Anh). Montevideo là thủ đô nằm xa nhất về phía nam của châu Mỹ. Thành phố nằm ở nam phần Uruguay, bên tả ngạn sông La Plata.

## Lịch sử
Thành phố được thành lập năm 1724 Bruno Mauricio de Zabala, nhân danh triều đình Tây Ban Nha chiếm lấy khu vực phía đông sông La Plata để kiềm chế tham vọng của Bồ Đào Nha vốn cũng đang đoạt lấy vùng đất chiến lược này. Năm 1807 Hải quân Anh tấn công Montevideo và chiếm giữ thị trấn này trong một thời gian ngắn.
Khi Tây Ban Nha thất thế phải trao độc lập cho các thuộc địa châu Mỹ thì Montevideo trở thành lỵ sở của xứ Banda Oriental rồi thủ đô của Uruguay.
Sang thế kỷ 20 và 21, Montevideo nổi danh là nơi tổ chức Giải Vô địch túc cầu Thế giới lần đầu tiên năm 1930. Đội tuyển Uruguay đoạt giải nhất. Về mặt kinh tế, Montevideo là nơi đặt trụ sở của Mercosur và ALADI, hai tổ chức mậu dịch chính của châu Mỹ Latinh.
Montevideo thường được xem là thành phố có chất lượng cuộc sống cao nhất trên toàn Mỹ Latinh: vào năm 2015 nó đã giữ vị trí này trong một thập kỷ. Tính đến  năm 2010, Montevideo có nền kinh tế thành thị lớn thứ 19 Mỹ Latinh, và thứ 9 về thu nhập bình quân ở các thành phố lớn Mỹ Latinh. Năm 2015, Montevideo có GDP là 40,5 tỉ $, và GDP bình quân đầu người 24.400$.
Đây được xem là một thành phố Beta, xếp hạng bảy ở Mỹ Latinh và 73 toàn cầu. Được mô tả là một "nơi sôi động, triết chung với đời sống văn hóa giàu có", và "một trung tâm công nghệ và văn hóa buôn bán thịnh vượng", Montevideo xếp thứ 8 tại Mỹ Latinh theo 2013 MasterCard Global Destination Cities Index. Năm 2014, nó cũng được xem là thành phố thân thiện thứ 10 với người đồng tính trên thế giới, đứng đầu tại Mỹ Latinh. Montevideo là trung tâm thương mại và giáo dục của Uruguay cũng như là hải cảng chính. Vùng đô thị Montevideo có gần hai triệu dân sinh sống.

## Cảnh quan
Cảnh quan nổi bật gần thành phố có đồi Cerro mà từ đó tên gọi Montevideo (theo tiếng Bồ Đào Nha: Monte vide eu có nghĩa là "tôi thấy một ngọn đồi") được đặt. Lăng José Gervasio Artigas, anh hùng dân tộc của Uruguay, Cabildo, trước đây là trụ sở của quốc hội, một nhà thờ lớn trang trí lộng lẫy (1790-1804) cũng ở trong thành phố này. Thành phố Montevideo có Đại học Cộng hòa (1849), Viện Nghiên cứu bậc đại học (1928), Bảo tàng Lịch sử Quốc gia Uruguay (1900), Bảo tàng Mỹ thuật Quốc gia Uruguay (1911).

## Khí hậu
| Dữ liệu khí hậu của Montevideo (1961–1990)                                   | Dữ liệu khí hậu của Montevideo (1961–1990) | Dữ liệu khí hậu của Montevideo (1961–1990) | Dữ liệu khí hậu của Montevideo (1961–1990) | Dữ liệu khí hậu của Montevideo (1961–1990) | Dữ liệu khí hậu của Montevideo (1961–1990) | Dữ liệu khí hậu của Montevideo (1961–1990) | Dữ liệu khí hậu của Montevideo (1961–1990) | Dữ liệu khí hậu của Montevideo (1961–1990) | Dữ liệu khí hậu của Montevideo (1961–1990) | Dữ liệu khí hậu của Montevideo (1961–1990) | Dữ liệu khí hậu của Montevideo (1961–1990) | Dữ liệu khí hậu của Montevideo (1961–1990) | Dữ liệu khí hậu của Montevideo (1961–1990) |
| Tháng                                                                        | 1                                          | 2                                          | 3                                          | 4                                          | 5                                          | 6                                          | 7                                          | 8                                          | 9                                          | 10                                         | 11                                         | 12                                         | Năm                                        |
| ---------------------------------------------------------------------------- | ------------------------------------------ | ------------------------------------------ | ------------------------------------------ | ------------------------------------------ | ------------------------------------------ | ------------------------------------------ | ------------------------------------------ | ------------------------------------------ | ------------------------------------------ | ------------------------------------------ | ------------------------------------------ | ------------------------------------------ | ------------------------------------------ |
| Cao kỉ lục °C (°F)                                                           | 38.8 (101.8)                               | 39.9 (103.8)                               | 36.2 (97.2)                                | 33.6 (92.5)                                | 29.6 (85.3)                                | 26.4 (79.5)                                | 26.8 (80.2)                                | 29.5 (85.1)                                | 30.6 (87.1)                                | 34.2 (93.6)                                | 35.6 (96.1)                                | 40.8 (105.4)                               | 40.8 (105.4)                               |
| Trung bình ngày tối đa °C (°F)                                               | 28.4 (83.1)                                | 27.5 (81.5)                                | 25.5 (77.9)                                | 22.0 (71.6)                                | 18.6 (65.5)                                | 15.1 (59.2)                                | 15.0 (59.0)                                | 16.2 (61.2)                                | 18.0 (64.4)                                | 20.5 (68.9)                                | 23.7 (74.7)                                | 26.5 (79.7)                                | 21.4 (70.5)                                |
| Trung bình ngày °C (°F)                                                      | 23.0 (73.4)                                | 22.5 (72.5)                                | 20.6 (69.1)                                | 17.2 (63.0)                                | 14.0 (57.2)                                | 11.1 (52.0)                                | 10.9 (51.6)                                | 11.7 (53.1)                                | 13.4 (56.1)                                | 16.0 (60.8)                                | 18.6 (65.5)                                | 21.3 (70.3)                                | 16.7 (62.1)                                |
| Tối thiểu trung bình ngày °C (°F)                                            | 18.0 (64.4)                                | 17.9 (64.2)                                | 16.2 (61.2)                                | 12.9 (55.2)                                | 10.2 (50.4)                                | 7.7 (45.9)                                 | 7.2 (45.0)                                 | 7.8 (46.0)                                 | 9.1 (48.4)                                 | 11.5 (52.7)                                | 14.2 (57.6)                                | 16.3 (61.3)                                | 12.4 (54.3)                                |
| Thấp kỉ lục °C (°F)                                                          | 9.4 (48.9)                                 | 9.0 (48.2)                                 | 5.9 (42.6)                                 | 1.4 (34.5)                                 | 1.0 (33.8)                                 | −5.6 (21.9)                                | −2.6 (27.3)                                | −2.8 (27.0)                                | −0.4 (31.3)                                | 3.0 (37.4)                                 | 5.0 (41.0)                                 | 7.6 (45.7)                                 | −5.6 (21.9)                                |
| Lượng Giáng thủy trung bình mm (inches)                                      | 86.8 (3.42)                                | 101.5 (4.00)                               | 104.6 (4.12)                               | 85.5 (3.37)                                | 89.0 (3.50)                                | 83.1 (3.27)                                | 86.4 (3.40)                                | 88.2 (3.47)                                | 93.9 (3.70)                                | 108.5 (4.27)                               | 89.3 (3.52)                                | 84.4 (3.32)                                | 1.101,2 (43.35)                            |
| Số ngày giáng thủy trung bình (≥ 1.0 mm)                                     | 6                                          | 7                                          | 6                                          | 6                                          | 6                                          | 7                                          | 7                                          | 6                                          | 6                                          | 7                                          | 7                                          | 6                                          | 77                                         |
| Độ ẩm tương đối trung bình (%)                                               | 68                                         | 69                                         | 73                                         | 75                                         | 78                                         | 82                                         | 80                                         | 77                                         | 74                                         | 71                                         | 71                                         | 67                                         | 74                                         |
| Số giờ nắng trung bình tháng                                                 | 294.9                                      | 230.6                                      | 222.8                                      | 179.6                                      | 164.2                                      | 129.7                                      | 139.7                                      | 164.4                                      | 182.3                                      | 239.0                                      | 248.9                                      | 285.3                                      | 2.481,4                                    |
| Nguồn: Dirección Nacional de Meteorología, World Meteorological Organization |                                            |                                            |                                            |                                            |                                            |                                            |                                            |                                            |                                            |                                            |                                            |                                            |                                            |